# Cornești (Dâmbovița)
Corneşti es una comuna ubicada en el distrito de Dâmbovița, Rumania.

## Superficie
Posee una superficie de 66,29 kilómetros cuadrados.

## Demografía
Hasta 2021 la población era de 6249 habitantes, con una densidad de población de 94,27 habitantes por kilómetro cuadrado.